# 星の子供たち
「星の子供たち」（ほしのこどもたち）は、1998年6月-7月に、 NHKの『みんなのうた』で放送された楽曲。